# Gaaden
Gaaden è un comune austriaco di 1 624 abitanti nel distretto di Mödling, in Bassa Austria. Tra il 1938 e il 1954 è stato accorpato alla città di Vienna.